# František Tomášek
František Tomášek (ur. 30 czerwca 1899 w Studénce na Morawach, zm. 4 sierpnia 1992 w Pradze) – czeski duchowny rzymskokatolicki, kardynał, 34. arcybiskup metropolita Pragi.

## Życiorys
Urodził się jako drugie z sześciorga rodzeństwa. Uczęszczał do liceum w Ołomuńcu. Pod koniec I wojny światowej służył w armii. Po zakończeniu nauki szkolnej wstąpił do seminarium duchownego.

### Kapłaństwo
5 lipca 1922 przyjął święcenia kapłańskie z rąk arcybiskupa ołomunieckiego Antonina Stojana. 12 października 1949 mianowano go biskupem pomocniczym w Ołomuńcu (tyt. Butus), sakrę biskupią przyjął dzień później w tajemnicy wobec groźby prześladowań. Od 22 lipca 1951 do 28 maja 1954 był internowany w komunistycznym obozie w miejscowości Želiv.
W latach 1962–1965 jako jedyny biskup z Czechosłowacji uczestniczył w obradach Soboru Watykańskiego II. 18 lutego 1965 został mianowany apostolskim administratorem archidiecezji praskiej, po wyjeździe z Czechosłowacji abp Josefa Berana. Zabiegał o rehabilitację swojego poprzednika przez władze komunistyczne.
W dniu 24 maja 1976 papież Paweł VI mianował go kardynałem in pectore. Nominację tę ogłoszono 27 czerwca 1977, nadając mu tytuł prezbitera Ss. Vitale, Valeria, Gervasio e Protasio. 30 grudnia 1977 mianowany 34. arcybiskupem Pragi. 27 marca 1991 papież Jan Paweł II przyjął jego rezygnację z posługi biskupiej. Był wówczas najstarszym urzędującym kardynałem świata, miał 92 lata.
11 stycznia 1990 wezwał naród do pojednania z Niemcami. W liście do biskupów niemieckich nazwał wypędzenie Niemców „bezprawnym i nieludzkim czynem”.

### Wobec opozycji lat 70. i 80.
Początkowo był ostrożny wobec Karty 77 i podpisał wymuszony przez władze list dystansujący się od tej inicjatywy. W latach 80. zbliżył się do niezależnych środowisk katolickich. Jego doradcami zostali m.in. Oto Mádr, Josef Zvěřina, Tomáš Halík. Pod ich wpływem mocniej wsparł inicjatywy antykomunistyczne. W styczniu 1988 wsparł zbiórkę podpisów pod petycją do władz, w której domagano się poszanowania swobód religijnych, organizowaną przez Augustina Navratila. Tego ostatniego wspierał publicznie po jego uwięzieniu i skazaniu we wrześniu 1988. Sama petycja zgromadziła 600 tys. podpisów.
3 marca 1988 przyjął delegację Karty 77 i okazywał jej konsekwentnie swoje poparcie. W latach 1988–1989 wielokrotnie publicznie potępiał represje, które spotykały uczestników niezależnych demonstracji, także tych nie związanych wprost z Kościołem katolickim, m.in. 25 marca 1988, 21 sierpnia 1989. Poparł uczestników aksamitnej rewolucji.

## Ordery i wyróżnienia
- Doktor honoris causa Uniwersytetu Karola w Pradze (1990)[2]
- Order Masaryka I Klasy(1991)[3]